# Otrok in knjiga
Otrok in knjiga je strokovna revija s področja mladinske književnosti, književne vzgoje ter tudi medijev, ki so povezani s knjigo, ki izhaja od leta 1972. Izdajajo jo Mariborska knjižnica (kjer je ves čas tudi sedež uredništva)), Pedagoška fakulteta v Mariboru in Pionirska knjižnica, enota Knjižnice Otona Župančiča v Ljubljani.

## Namen in poslanstvo
Njen prvotni namen je bil uveljaviti mladinsko književnost kot pomembno ustvarjalno področje, ki ga je treba strokovno in sistematično obravnavati ter enakovredno proučevati v sklopu literarne vede. Leta 1991, ob svoji dvajsetletnici, je spodbudila ustanovitev Centra za mladinsko književnost in didaktiko na Pedagoški fakulteti v Mariboru in Slovenske sekcije IBBY, ki ima svoj sedež v Pionirski knjižnici, enoti Knjižnice Otona Župančiča, v Ljubljani.

## Izhajanje
Sprva je revija izhajala enkrat letno, leta 1977 je začela izhajati dvakrat na leto, od leta 2003 pa izidejo na leto tri številke. Od leta 2004 skupaj z Mariborsko knjižnico izdaja monografske publikacije. 

## Strokovna posvetovanja
Med oblike dejavnosti revije sodi tudi organizacija simpozijev, okroglih miz in oblikovanje tematskih številk in sicer so do sedaj pripravili posvetovanja o:
- stripu (1978),
- prevodni mladinski književnosti (1983),
- kiču v knjigah za otroke (1986),
- tragičnem in komičnem v mladinski književnosti (1997),
- perspektivah v mladinski književnosti (1999)

in zbornike referatov s srečanja Oko besede:
- ali so knjige lahko bolne? (1996),
- mladinska književnost v času elektronskih medijev (1997),
- seksizem v mladinski književnosti (1998),